# Kwas ditionowy
Kwas ditionowy, kwas dwutionowy, kwas podsiarkowy – nieorganiczny związek chemiczny z grupy kwasów tlenowych siarki. Jest związkiem nietrwałym, istnieje tylko w rozcieńczonych roztworach. Sole kwasu ditionowego, ditioniany (podsiarczany), otrzymuje się przez utlenianie siarczynów dwutlenkiem manganu w środowisku kwaśnym. Ogrzewanie kwaśnych roztworów dwutionianów prowadzi do ich rozkładu:
H
2S
2O
6 + H
2O → H
2SO
4 + H
2SO
3
Kwas ditionowy jest najprostszym przedstawicielem grupy kwasów politionowych o wzorze ogólnym H
2S
xO
6, gdzie x = od 2 do 6, znanych jedynie w postaci soli.